# Teatre de Megalòpolis
El teatre de Megalòpolis és un teatre grec situat a l'antiga ciutat de Megalòpolis, a la regió d'Arcàdia, a tres quilòmetres de la ciutat moderna. Segons Pausànies, era el teatre més gran de l'antiga Grècia. Fou construït per Policlet el Jove poc després de la fundació de la ciutat el 371 aC.
La càvea té un diàmetre de 145 metres, i l'orquestra en fa 30. A la part inferior tenia vint fileres de seients, mentre que la part superior en tenia 17, cosa que permetia una capacitat d'uns 18.000 espectadors. Un pont sobre l'Helissont el connectava amb la ciutat. Pausànies diu que dins el teatre hi havia una font.
Tot i que al segle xix encara romania visible, la major part del teatre no fou excavat fins al 1890 per la English School of Archaeology, que va revelar l'orquestra i les fileres inferiors. No obstant això, les excavacions avui en dia continuen, principalment en les zones adjacents al teatre i relacionades amb la resta de la ciutat antiga, com ara l'àgora de la ciutat i el buleuteri de la Lliga Arcàdia. Ha estat restaurat recentment.